# Диана Габалдон
Диана Габалдон (на английски: Diana Gabaldon) е американска писателка, авторка на бестселъри в жанровете историческо фентъзи и паранормален любовен роман.

## Биография и творчество
Диана Джийн Габалдон Уоткинс е родена на 11 януари 1952 г. в Уилямс, Аризона, САЩ. Баща ѝ е бил щатски сенатор от Флагстаф с мексиканско потекло, а семейството на майка ѝ е от Йоркшър, Англия. Отраства във Флагстаф.
Завършва през 1973 г. Аризонския държавен университет с бакалавърска степен по зоология, през 1975 г. Калифорнийския университет в Сан Диего с магистърска степен по морска биология, и през 1978 г. Калифорнийския университет в Сан Диего с докторска степен по поведенческа екология.
През 1977 г. се омъжва за Дъглас Уоткинс, работещ в строителство и търговията с недвижими имоти. Имат три деца – Лора Джулиет, Самюъл Гордън, Дженифър Роуз.
В периода 1972-1973 г., докато учи, е лаборант в Университета на Аризона. След дипломирането си работи като научен работник в Университета на Пенсилвания в периода 1978-1979 г., а в периода 1979-1980 г. в Университета на Калифорния, Лос Анджелис. В периода 1980-1992 г. е преподавател по екология в Центъра за изследване на околната среда в Университета на Аризона.
Тя е основател и редактор на тримесечното списание „Science Software“ през 80-те и 90-те години. Заедно с работа по него започва да пише статии и за други технологични издания. За да писането си решава да се опита да създаде историческа книга, като прави проучвания за нея в историческите издания в библиотеката. След публикация на кратък откъс от ръкописа ѝ е забелязана от писателя Джон Стет, който я свързва с литературен агент.
Първият ѝ фентъзи роман „Друговремец“ от едноименната ѝ поредица е публикуван през 1991 г. Главен герой в него е бившата медицинска сестра Клеър Рандъл участвала във Втората световна война. Тя се пренася назад във времето в 18 век в Шотландия, където среща варварина-воин Джейми Фрейзър. Книгата веднага става международен бестселър и е удостоен с престижната награда „РИТА“ за най-добър роман за 1991 г. След него тя напуска университетската си работа и се посвещава на писателската си кариера.
Поредицата „Друговремец“ е екранизирана през 2014 – 2015 г. от „Starz“ във високобюджетния телевизионен сериал „Другоземец“ с участието на Кейтриона Балфи, Сам Хейгхан, Гари Левис, Греъм Мактавиш и Бил Патерсън.
Другата ѝ поредица „Лорд Джон Грей“ проследява историята на маловажен исторически герой от поредицата „Друговремец“.
През 2001 г. Диана Габалдон участва в популярния за началото на века литературен експеримент, в който няколко автори пишат съвместно едно произведение. Всичките 13 авторки заедно създават романа „Naked Came the Phoenix“.
През 2010-2011 г. отново, заедно с още 25 прочути автори на криминални романи се събират, за да напишат заедно експресивния трилър „Няма покой за мъртвите“ („No Rest For the Dead“). Освен нея участници са Джефри Дивър, Питър Джеймс, Сандра Браун, Тес Геритсън, Лайза Скоталайн, Реймънд Хури, Джон Лескроарт, Кати Райкс, и др., а световноизвестният Дейвид Балдачи изготвя предговора. Всички те влагат своята изобретателност, за да опишат превратната съдба на детектива Джон Нън, който се е справял перфектно в разследванията си. Но една-единствена грешка не му дава покой и последствията от нея го преследват с години.
Произведенията на писателката неизменно са в списъците на бестселърите. Те са преведени на 236 езика и са издадени в 26 страни по света.
Удостоена е с доктор хонорис кауза от Университета на Аризона.
Диана Габалдон живее със семейството си в Скотсдейл, Аризона. Синът ѝ Самюъл Гордън също е писател на фентъзи под псевдонима Сам Сайкс.

## Произведения

### Самостоятелни романи
- Naked Came the Phoenix (2001) – с Невада Бар, Мери Джейн Кларк, Фей Келерман, Джудит Джанс, Лори Р Кинг, Вал Макдърмид, Пам и Мери О'Шонъси, Ан Пери, Нанси Пикард, Дж. Д. Роб, Лайза Скоталайн и Марша Тали
- No Rest for the Dead (2011) – с Джеф Абът, Лори Армстронг, Дейвид Балдачи, Сандра Браун, Томас Кук, Джефри Дивър, Фей Келерман, Андрю Гъли, Ламия Гули, Питър Джеймс, Джудит Джанс, Тес Геритсън, Реймънд Хури, Джон Лескроарт, Джеф Линдзи, Гейл Линдс, Алегзандър Маккол Смит, Филип Марголин, Майкъл Палмър, T. Джеферсън Паркър, Матю Пърл, Кати Райкс, Маркъс Сейки, Джонатан Сантлоуфър, Лайза Скоталайн, Робърт Лоурънс Стайн и Марша Тали
Няма покой за мъртвите, изд.: ИК „Обсидиан“, София (2011), прев. Боян Дамянов

### Серия „Друговремец“ (Outlander)
1. Cross Stitch (1991) – издаден и като „Outlander“ в САЩ, награда „РИТА“
Друговремец, изд. „Пробук“ (2013), прев. Емануил Томов
2. Dragonfly in Amber (1992)
В капана на времето т.1 и т.2, изд. „Пробук“ (2016), прев. Боряна Даракчиева
2.5. The Custom of the Army (2012)
3. Voyager (1993)
Каменният кръг т.1 и т.2, изд. „Пробук“ (2018), прев. Боряна Даракчиева
3.5. A Plague of Zombies (2013)
4. The Drums of Autumn (1996)
Зовът на барабана т.1 и т.2, изд. „Пробук“ (2018), прев. Боряна Даракчиева
5. The Fiery Cross (2000)
6. A Breath of Snow and Ashes (2005) – награда „Корине“
7. An Echo in the Bone (2009)
7.5. The Space Between (2014)
8. Written in My Own Heart's Blood (2013)
8.5. A Leaf on the Wind of All Hallows (2012)

#### Във вселената на „Друговремец“

##### Документаристика
- The Outlandish Companion (1999) – издаден и като „Through the Stones: the Diana Gabaldon Companion“

##### Графични романи
- The Exile (2010)

##### Серия „Лорд Джон“ (Lord John)
1. The Private Matter (2003)
2. The Brotherhood of the Blade (2007)
3. The Scottish Prisoner (2011)

- Lord John and the Hand of Devils (2007) – сборник от 3 новели

### Серия „Томас Колидзи“ (Thomas Kolodzi)
- Red Ant's Head (2016)

### Сборници
- Phoenix Noir (2009) – с Лий Чайлд, Джеймс Сийлис, Луис Алберто Уреа, Джон Талтън, Меган Абът, Чарлз Кели, Робърт Англен, Патрик Миликин, Лора Тохей, Кърт Рейшенбо, Гари Филипс, Дейвид Корбет, Дон Уинслоу, Дого Бари Греъм, и Стела Поуп Дуарте

### Разкази
- Surgeon's Steel (1995)
- Humane Killer (2009) – със Сам Сайкс

### Екранизации
- 2014-2015 Outlander – ТВ сериал, участва и като актриса в една серия, като Йона Мактавиш